# Jizamurai
I jizamurai (地侍?) erano signori di piccoli domini rurali nel Giappone feudale. Spesso usavano i loro terreni relativamente piccoli per forme di agricoltura intensiva e diversificata.
Una delle principali cause dell'aumento del numero di proprietari terrieri più piccoli fu una riduzione dell'usanza della primogenitura. Verso la fine del periodo Kamakura l'eredità cominciò a essere divisa tra i figli di un signore, rendendo le proprietà di ciascun erede, e quindi il loro potere, più piccoli.
Nel corso del tempo, molti di questi piccoli feudi furono dominati dallo shugo, agenti che erano amministratori nominati dallo shogunato per sorvegliare le province. Risentiti e diffidenti nei confronti dell'interferenza dei funzionari governativi, le persone sotto il loro controllo si unirono in leghe chiamate ikki. Le rivolte che ne risultarono, in particolare quando lo shugo cercò di prendere il controllo di intere province, furono anch'esse chiamate ikki; alcuni dei più grandi e famosi si svolsero nella provincia di Wakasa nel 1350.